# Cheero
cheero（チーロ）は、大阪府大阪市に本社を置くティ・アール・エイの一事業部である。

## 概要
親会社のティ・アール・エイは創業30年を超える機械部品メーカーである。cheeroは2011年に同社の一部門として事業を開始。本社は大阪府大阪市に所在する。スマートフォン向けのバッテリーを中心にケーブルなどの関連アクセサリーの製造販売も行う。ブランド名は「小さい」や「可愛い」の鹿児島弁「ちろ」に由来する。

## 沿革
- 2011年（平成23年）3月 - ティ・アール・エイが事業開始[2]
- 2012年（平成24年）Amazon.co.jpで取り扱う全家電製品中（当時）からベストセラー1位を獲得[3]。
- 2013年（平成25年）
  - 6月4日 - 「よつばと!」のキャラクターであるダンボーをモチーフにしたバッテリー cheero Power Plus 10400mAh DANBOARD versionを発売[4]。発売開始後、数時間で完売し再発売も数分で完売となる一大ムーブメントとなる[5]。2016年までにシリーズ累計100万台以上を販売。
  - 9月3日 - cheeroブランドのロゴの刷新を発表[6]。新ロゴには「良い物を作り続ける事が根幹。」「いつも隣にいる、ペットの様な存在でありたい。」「手に取りやすい価格は大切にしたい。」「世界中に出ていきたい。日本のモノヅクリ、クリエイティブを世界に。」との想いが込められている[7]。
- 2014年（平成26年）12月6日 - cheero Power Plus 2 10400mAhの後継機種、cheero Power Plus 3 13400mAhを発売[8]。
- 2015年（平成27年）
  - 2月20日 - cheero Ingress Power Cube 12000mAhを発売開始。Ingress開発元、Niantic Labs（ナイアンティック・ラボ）との共同開発品。
  - 10月8日 - 世界初[9]の快眠ガジェット「Sleepion」を発表[10]。
- 2016年（平成28年）4月14日に発生した平成28年熊本地震の被災地への支援として、モバイルバッテリー350台を被災地へ送ったことを発表[11]。